# Římskokatolická farnost Dlažkovice
Římskokatolická farnost Dlažkovice (lat. Dlaschkovicium) je církevní správní jednotka sdružující římské katolíky na území obce Dlažkovice a v jejím okolí. Organizačně spadá do litoměřického vikariátu, který je jedním z 10 vikariátů litoměřické diecéze. Centrem farnosti je kostel sv. Václava v Dlažkovicích.

## Historie farnosti

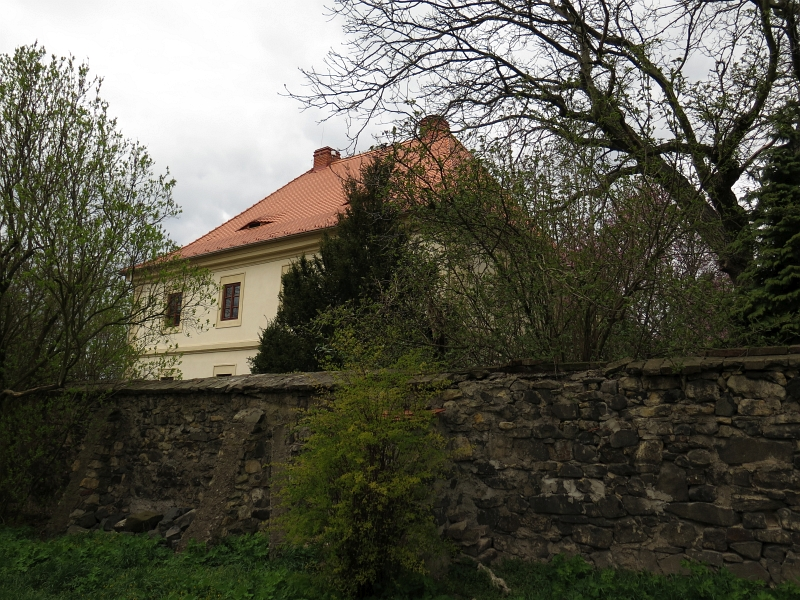
Bývalá fara v Dlažkovicích

První zmínka o farní lokalitě Dlažkovice se nachází již v tzv. zakládací listině litoměřické kapituly z roku 1057, kdy byla obec pod duchovní správou litoměřické kapituly. Již od roku 1384 je v lokalitě zaznamenána plebánie. Do roku 1679 byly Dlažkovice filiálkou Třebenic. Archivováno 1. 12. 2016 na Wayback Machine. Matriky jsou vedeny od roku 1680.

### Duchovní správcové vedoucí farnost
Začátek působnosti jmenovaného v duchovní správě farnosti od roku:
- 1679 Hendr. Ign. Turtelstein, † 18. 9. 1692
- 1692 Christoph. Seifert
- 1693 Anton. Radloff
- 1698 Lud. Jos. Plovský
- 1698 Math. Ioann. Schmiedt, † 17. 3. 1733
- 1733 Ioann. Jos. Pittermann
- 1738 Hieronymus Franc. Mittendorfer, † 6. 3. 1779
- 1779 Jos. Bened. Stolz, † 26. 7. 1784
- 1784 Joan. Cunibertus Kintzler
- 1796 Franc. Brosch
- 1816 František Pištěk (Franc. Pischtek), n. 6. 4. 1786 Prčice, o. 1808, od r. 1835 lvovský arcibiskup, † 1. 2. 1846 Lvov
- 1818 par. vacat
- 1818 Anton. Kinzl, n. 6. 12. 1784 Plzeň, o. 16. 8. 1808, † 28. 10. 1843
- 1844 par. vacat, admin. Vinc. Czerwinka
- 1845 Anton. Heinzel, n. 4. 5. 1792 Woslochowic. o. 12. 8. 1818, † 29. 6. 1855
- 1855 Franc. Pawlik, n. 6. 2. 1796 Stankovice, o. 22. 8. 1819, † 5. 8. 1861
- 1861 Vinc. Červinka, n. 19. 8. 1814 Nimburg, o. 1. 8. 1839, † 2. 12. 1884
- 1882 par. vacat, admin. int. Wenc. Jelenecký
- 1883 Emmanuel Dvořák, n. 25. 12. 1830 Melnik, o. 25. 7. 1856, † 24. 11. 1905
- 1906 Ant. Jiroušek, n. 20. 5. 1862 Chrudim, o. 29. 6. 1886, † 26. 10. 1930
- 1931 par. vacat. admin. interc. Václav Slavík
- 1932 Jaroslav Dopita, n. 15. 11. 1879 Rudíkov, o. 8. 12. 1903, † 12. 4. 1936
- 1937 par. vacat. admin. interc. Franc. Pražák
- 1939 par. vacat. admin. interc. Vojtěch Peterek
- 1. 8. 1945 Eduard Stolle
- 1. 2. 1946 Václav Hortlík
- 1. 8. 1954 Jan Jeníček
- 1. 10. 1993 Václav Černý
- 1997 Antoni Kośmidek
- 10. 2. 2012 Tomasz Dziedzic, admin. exc. in spiritualibus z Třebenic
  - 10. 2. 2012 Ing. Luděk Záhejský, admin. exc. in materialibus
- 18. 12. 2017 Michael-Philipp Irmer, admin. exc. in spiritualibus z Mariánských Radčic
  - 4. 7. 2021 Christopher Cantzen, farní vikář[3]

Kromě kněží stojících v čele farnosti, působili ve farnosti v průběhu její historie i jiní kněží. Většinou pracovali jako farní vikáři, kaplani, katecheté, výpomocní duchovní aj.

## Území farnosti
Do farnosti náleží území těchto obcí:
- Dlažkovice (Dlaschkowitz)[p 2]
- Děkovka (Diakova)[p 2]
- Doly (Neugründel)[p 2]
- Chrášťany (Chraschtian)[p 2]
- Obřice (Woboritz)[p 2]
- Pnětluky (Netluky)[p 2]
- Podsedice (Podseditz)[p 2]

## Římskokatolické sakrální stavby na území farnosti
| | Fotografie | Stavba                     | Místo      | Bohoslužby                      | Zeměpisné souřadnice             | Status       | Číslo kulturní památky                       |
| Kostel | Kostel     | Kostel                     | Kostel     | Kostel                          | Kostel                           | Kostel       | Kostel                                       |
| --- | ---------- | -------------------------- | ---------- | ------------------------------- | -------------------------------- | ------------ | -------------------------------------------- |
| 1. |            | Kostel sv. Václava         | Dlažkovice | bližší informace o bohoslužbách | 50°27′59″ s. š., 13°57′58″ v. d. | farní kostel | 35324/5-1988 (Pk•%22 MIS•%22 Sez•%22 Obr•WD) |
| Kaple |            |                            |            |                                 |                                  |              |                                              |
| 2. |            | Kaple                      | Chrášťany  | bližší informace o bohoslužbách | 50°28′38″ s. š., 13°55′36″ v. d. | obecní kaple | 14611/5-2014 (Pk•MIS•Sez•Obr•WD)             |
| 3. |            | Kaple sv. Jana Nepomuckého | Děkovka    | bližší informace o bohoslužbách | 50°29′26″ s. š., 13°55′45″ v. d. | obecní kaple | 26317/5-2013 (Pk•MIS•Sez•Obr•WD)             |
| 4. |            | Kaple                      | Podsedice  | bližší informace o bohoslužbách | 50°28′19″ s. š., 13°56′52″ v. d. | obecní kaple | —                                            |
| Některé drobné sakrální stavby a pamětihodnosti lze dohledat zde v databázi Drobné sakrální památky Zaniklé sakrální stavby lze dohledat zde v databázi Poškozené a zničené kostely, kaple a synagogy v České republice |            |                            |            |                                 |                                  |              |                                              |

Ve farnosti se mohou nacházet i další drobné sakrální stavby, místa římskokatolického kultu a pamětihodnosti, které neobsahuje tato tabulka.

## Příslušnost k farnímu obvodu
Z důvodu efektivity duchovní správy byl vytvořen od 18. prosince 2017 farní obvod (kolatura) farnosti Mariánské Radčice, jehož součástí je i farnost Dlažkovice, která je tak spravována excurrendo. Před 18. prosincem 2017 spadaly Dlažkovice do farního obvodu farnosti Třebenice.